# Marek Gedl
Marek Gedl (ur. 30 czerwca 1934 w Bielsku, zm. 26 września 2014) – polski archeolog, profesor zwyczajny dr hab., badacz epoki brązu i wczesnej epoki żelaza.

## Życiorys
Był synem Tytusa i Janiny Gedlów oraz wnukiem lekarza dr. Mieczysława Gedla i Marii z domu Schwarz (córka Rudolfa i Ludmiły oraz siostra Stanisławy).
W 1955 ukończył studia na Uniwersytecie Jagiellońskim, w 1960 uzyskał stopień doktora, a w 1966 doktora habilitowanego. W 1976 roku uzyskał tytuł profesora nadzwyczajnego, a w 1983 profesora zwyczajnego. W latach 1971–1985 kierownik Zakładu Archeologii Polski (1971-1985), 1973-1984 kierownik podyplomowego Studium Muzeologicznego UJ, 1981-1987 zastępca dyrektora Instytutu Archeologii UJ, od 1985 kierownik Zakładu Archeologii Epoki Brązu Instytutu Archeologii UJ.
Był członkiem i wiceprzewodniczącym Komitetu Nauk Pra- i Protohistorycznych PAN oraz członkiem Wydziału II Historyczno-Filozoficznego PAU, członkiem korespondentem PAU (od 1992 r.), członkiem Niemieckiego Instytutu Archeologicznego.
Zmarł 26 września 2014. Pochowany został 2 października na cmentarzu Rakowickim w Krakowie.

## Wybrane publikacje
Był autorem ponad 500 prac naukowych, w tym 37 książek, m.in.:
- Uwagi o gospodarce i strukturze społecznej ludności kultury łużyckiej w południowej Polsce, Kraków 1961
- Kultura łużycka na Górnym Śląsku, Wrocław-Warszawa 1962
- Szkieletowy obrządek pogrzebowy w kulturze łużyckiej, Kraków 1964
- Kultura łużycka, Kraków 1975
- Schyłek kultury łużyckiej w południowo-zachodniej Polsce, Warszawa-Kraków 1985

## Wyróżnienia
- Doktor Honoris Causa Uniwersytetu Rzeszowskiego[3]
- „Laur Jagielloński” Uniwersytetu Jagiellońskiego[3][2].
- Honorowy obywatel Kietrza[5].

## Odznaczenia
- Krzyż Komandorski Orderu Odrodzenia Polski za wybitne zasługi w pracy naukowo-dydaktycznej postanowieniem prezydenta Aleksandra Kwaśniewskiego z 27 września 1999 r.[3][6]
- Krzyż Kawalerski Orderu Odrodzenia Polski[3]
- Złoty Krzyż Zasługi[3]
- Medal Komisji Edukacji Narodowej[3]